# デッドアンロックシステム
デッドアンロックシステム(Dead Unlock System)とは、デッドロックとなったコンピュータシステムを自動的に回復する技術の事である。

## 概要
コンピュータシステムはデッドロックになると、原則的にはシステムが停止となる。この際、原因となっている共有資源を解放する必要がある。二つ（またはそれ以上）の共有資源をロックし互いに共有するとデッドロックに陥るが、どちらの資源を解放すれば良いかを事前に予測し、一方の資源を解放させることができる。デッドアンロックシステムでは、この解放すべき資源を自動的に判断する。これにより、システムを停止させることなく、継続的にサービスを提供することができる。